# Силва, Руй Педру (тренер)
Руй Педру Тейшейра де Жезус да Силва (порт. Rui Pedro Teixeira de Jesus da Silva; родился 14 марта 1977 года, Порту, Португалия) — португальский тренер. Ассистент главного тренера «Ноттингем Форест».

## Карьера
Руй Педру Силва родился в Порту. Свою карьеру начал в 2005 году в качестве скаута при Жезуалду Феррейра в «Браге». Вслед за Феррейрой он стал скаутом в «Порту», тренером по развитию техники в «Малаге» и его ассистентом в «Панатинаикосе».
В мае 2012 года Силва присоединился к штабу Нуну Эшпириту Санту в «Риу Аве» в качестве его ассистента, после того как ранее работал с ним в «Малаге» и «Панатинаикосе». Он также вместе с ним работал в «Валенсии», «Порту» и «Вулверхэмптоне».
В июне 2021 года, после того как Нуну Эшпириту Санту стал тренером «Тоттенхэма», Силва ушёл из тренерского штаба, заявив о желании стать самостоятельным тренером. 19 декабря он был назначен главным тренером команды чемпионата Португалии «Фамаликан», заменив Иво Виейру в команде, занимавшей тогда 16-е место. Через два дня после первого назначения на пост главного тренера в карьере его команда проиграла «Портимоненсе» в кубке Португалии по пенальти; в чемпионате дебютировал в матче против «Браги». 19 сентября «Фамаликан» по взаимному согласию с ним расторгнул контракт.
20 декабря 2023 года вернулся в тренерский штаб Нуну Эшпириту Санту, став ассистентом главного тренера «Ноттингем Форест».